# Pâlniile carstice de lângă satul Hrușca
Pâlniile carstice de lângă satul Hrușca sunt un monument al naturii de tip geologic sau paleontologic în raionul Camenca din Stînga Nistrului, Republica Moldova. Sunt amplasate la nord de satul Hrușca. Ocupă o suprafață de 80 ha. Obiectul este administrat de Consiliul sătesc Hrușca.

## Descriere
Pâlniile carstice sunt amplasate spre nord de satul Hrușca, precum și pe un sector în partea nordică a satului.
Monumentul geologic reprezintă mici depresiuni cu diametrul de până la 5 m. S-a format în urma eroziunii carstice în calcarele cretacice, provocată de apele subterane. În prezent, o mare parte din pâlnii sunt acoperite de deluvii și coluvii și pot fi observate numai în unele gospodării. În apropierea obiectivului se află alte două foste monumente ale naturii: alunecarea de teren de la marginea nordică a satului Hrușca și „Râpa Vie”; ultima reprezentând un afloriment de roci carbonatice de diferite vârste cu acumulări de faună fosilă.

## Statut de protecție
Obiectivul a fost luat sub protecția statului prin Hotărîrea Sovietului de Miniștri al RSSM din 13 martie 1962 nr. 111, iar statutul de protecție a fost reconfirmat prin Hotărîrea Sovietului de Miniștri al RSSM din 8 ianuarie 1975 nr. 5 și Legea nr. 1538 din 25 februarie 1998 privind fondul ariilor naturale protejate de stat. Deținătorul funciar al monumentului natural era în 1998 Întreprinderea Agricolă „Frunze”, dar între timp dreptul de proprietate a trecut la consiliul sătesc din localitate.
Situl geologic prezintă interes științific de însemnătate regională pentru lucrări de cartare geologică și studiu stratigrafic al formațiunilor sedimentare ale platformei est-europene. Zona este protejată și din punct de vedere geomorfologic.
Conform situației din anul 2016, aria naturală nu are un panou informativ sau orice fel de atenționare asupra statutului de protecție. Este recomandată includerea obiectivului în rutele turistice din zonă și antrenarea societății civile în procesul de valorificare a potențialului turistic.